# Sałasze
Sałasze (ukr. Салаші) – wieś na Ukrainie, w obwodzie lwowskim, w rejonie jaworowskim. 
W II Rzeczypospolitej wieś w powiecie rawskim w woj. lwowskim.
W latach 1943–1945 nacjonaliści ukraińscy z OUN-UPA zamordowali tutaj 8 Polaków.
We wsi urodził się Teofil Szurkowski.